# Rezerwat przyrody Uroczysko Jary
Rezerwat przyrody Uroczysko Jary – florystyczny rezerwat przyrody, położony w Nadleśnictwie Lipka, niedaleko wsi Górzna, w gminie Złotów, w powiecie złotowskim (województwo wielkopolskie).
Powierzchnia rezerwatu wynosi 86,26 ha (akt powołujący podawał 86,00 ha). Powierzchnia obszaru znajdującego się w strefie czynnej ochrony wynosi 70,47 ha, pozostałą część rezerwatu objęto ochroną krajobrazową. Wokół rezerwatu wyznaczono otulinę o powierzchni 108,13 ha.
Rezerwat został utworzony w 1998 r. w celu ochrony zbiorowiska rzadkich roślin leśnych, zaroślowych, łąkowych, torfowiskowych, wodnych, bagiennych i źródliskowych (m.in. zespół lilii wodnych, krasnorosty, zespoły turzycowe, sitowie leśne) położonych w rynnach polodowcowych i na dnie jarów. Na jego terenie występują 193 gatunki roślin naczyniowych i 48 gatunków mszaków.
Obejmuje on część krajobrazu Pojezierza Krajeńskiego, trzy jeziora (gdzie występują fitocenozy szuwarów nadwodnych oraz roślinność podwodno-nadwodna), źródliska i strumyki. Teren rezerwatu porasta las o charakterze mieszanym.

## Podstawa prawna
- Rozporządzenie Ministra Ochrony Środowiska, Zasobów Naturalnych i Leśnictwa z dnia 23 grudnia 1998 r., Dz. Ust. Nr. 166, Poz. 1234
- Obwieszczenie Wojewody Wielkopolskiego z dnia 4 grudnia 2001 r. w sprawie ogłoszenia wykazu rezerwatów przyrody utworzonych do dnia 31 grudnia 1998 r. (Dz. Urz. Woj. Wielkopolskiego Nr 123, poz. 2401)
- Rozporządzenie Wojewody Wielkopolskiego nr 11/05 z dnia 19 września 2005 r. w sprawie ustanowienia planu ochrony dla rezerwatu przyrody „Uroczysko Jary” (Dz. Urz. Woj. Wielkopolskiego Nr 142, poz. 3920)
- Zarządzenie Nr 20/11 Regionalnego Dyrektora Ochrony Środowiska w Poznaniu z dnia 12 kwietnia 2011 r. w sprawie rezerwatu przyrody „Uroczysko Jary” (Dz. Urz. Woj. Wielkopolskiego Nr 162, poz. 2651)